# Gabes
Gabes eller Gabès er en oase beliggende 400 km syd for hovedstaden Tunis i Tunesien. Det er verdens største oase, beliggende ved havet.
Landbruget i oasen er indrettet efter etage-dyrkning. Øverste etage består af daddel-palmernes kroner. Under palmebladene er der lidt skygge.
Her vokser mellem-etagernes frugttræer:
- abrikoser, bananer, granatæbler, mandler og figner.

Bundplanterne er grøntsager:
- løg, gulerødder, rød peber, tomater, asparges og tobak.

Markerne er små og omgivet af lave jordvolde med vandingskanaler. Vandet kommer blandt andet fra Gabes-floden som fyldes af kilder der kommer fra bjergene mellem Algeriet og Tunesien.
33°53′N 10°07′Ø / 33.883°N 10.117°Ø